# Палийский канон
«Пали́йский кано́н» — собрание священных буддийских текстов на языке па́ли, содержащих Учение Будды и элементы его биографии. Известен также как Типитака (пали) (санскр. — Трипитака). На текстах «Палийского канона» основывается учение Тхеравады.
Некоторые тексты Палийского канона используются для теоретической научной реконструкции т. н. раннего буддизма. Кроме того, в этих текстах содержится множество сведений (подтверждаемых и джайнскими писаниями) о культурной, экономической и социальной жизни Индии в середине и второй половине первого тысячелетия до нашей эры..

## Содержание «Палийского канона»
Современная Типитака («три корзины» — пали) школы Тхеравады разделена на три большие части-«корзины» (piṭaka), которые состоят из сборников (nikāya), разделов (vagga) и глав (nipāta):
1. Виная-питака. (Vin) «Корзина дисциплинарных правил». Сборник правил поведения монахов и монахинь[5][7].
  1. Сутта-вибханга. «Разъяснение сутт». Полный перечень 227 правил для монахов и 311 — для монахинь и «истории происхождения» каждого из них.
  2. Кхандхака. «Разделы».
    1. Махавагга. (Mv, Mhv) «Большая группа». Истории о начале распространения Учения и образовании монашеской общины. Пpоцедуры во время формальных собраний общины.
    2. Чулавагга. (Cv) «Малая группа». Правила и пpоцедуры для разбора серьёзных проступков в монашеской общине. История образования общины монахинь. Описания первого и Второго буддийских Соборов.

  3. Паривара. «Сопровождение». Краткое обобщение вышеперечисленных разделов, различно систематизированных для целей обучения.
2. Суттанта-питака. (Sn) «Корзина наставлений». Собрание раннебуддийских текстов для обучения молодых монахов и мирян[5].
  1. Дигха-никая. (D, DN) «Собрание длинных наставлений».
  2. Мадджхима-никая. (M, MN) «Собрание средних наставлений».
  3. Самъютта-никая. (S, SN) «Собрание сгруппированных наставлений».
  4. Ангуттара-никая. (A) «Собрание наставлений (каждое из которых) больше (предыдущего) на один член».
  5. Кхуддака-никая. (KN) «Собрание коротких книг». В бирманскую версию входят разделы[8]:
    1. Кхуддакапатха. (Khp) «Собрание кратких уроков».
    2. Дхаммапада. (Dhp) «Высказывания о дхамме».
    3. Удана. (Ud) «Восторженное излияние».
    4. Итивуттака. (It, Itv) «Так было сказано».
    5. Сутта-нипата. (Sn, Snp) «Подразделение сутт».
    6. Виманаваттху. (Vv) «Истории о небесных чертогах».
    7. Петаваттху. (Pv) «Истории о духах».
    8. Тхерагатха. (Thag)
    9. Тхеригатха. (Thig)
    10. Джатаки. «История о рождениях».
    11. Ниддеса. (Nd, MNid)
    12. Патисамбхидамагга. (Pts) «Путь различения».
    13. Ападана.
    14. Буддхавамса.
    15. Чарияпитака.
    16. Неттиппакарана. «Руководство».
    17. Петакопадеса. «Наставления к Питаке».
    18. Милиндапаньха. (Mil, Miln) «Вопросы Милинды».
3. Абхидхамма-питака. (Abh) «Корзина доктрин». Собрание текстов по этике, психологии и эпистемологии, предназначенные для медитации. Это не изречения Будды, а труды его учеников и выдающихся учёных.
  1. Дхаммасангани. (Dhs) «Перечисление дхамм». Классификация всех элементов абсолютные pеальности.
  2. Вибханга. (Vibh) «Книга трактатов». Продолжение анализа, начатого в Дхаммасангани, природы скандх и путей их преодоления.
  3. Дхатукатха. «Объяснение элементов». Расположение дхарм, зависимых от скандх и шести органов чувств.
  4. Пуггалапаннатти. (Pug) «Описание индивидуальностей». Классификация личностей, подверженных вожделениям, ненависти и заблуждениям.
  5. Катхаваттху. «Предмет беседы». Полемика с воззрениями 18 школ раннего буддизма.
  6. Ямака. (Yam) «Книга пар». Анализ соответствующих дхамм методикой «тезиса и антитезиса» (пар) с точки зрения возможности или невозможности атрибутирования того или иного свойства. Самая сложная часть Абхидхаммы.
  7. Паттхана. (Patth) «Книга об исходной точке». Описание 24 законов обусловленности, по которым взаимодействуют дхаммы.

## Тхеравадинская (легендарная) история создания

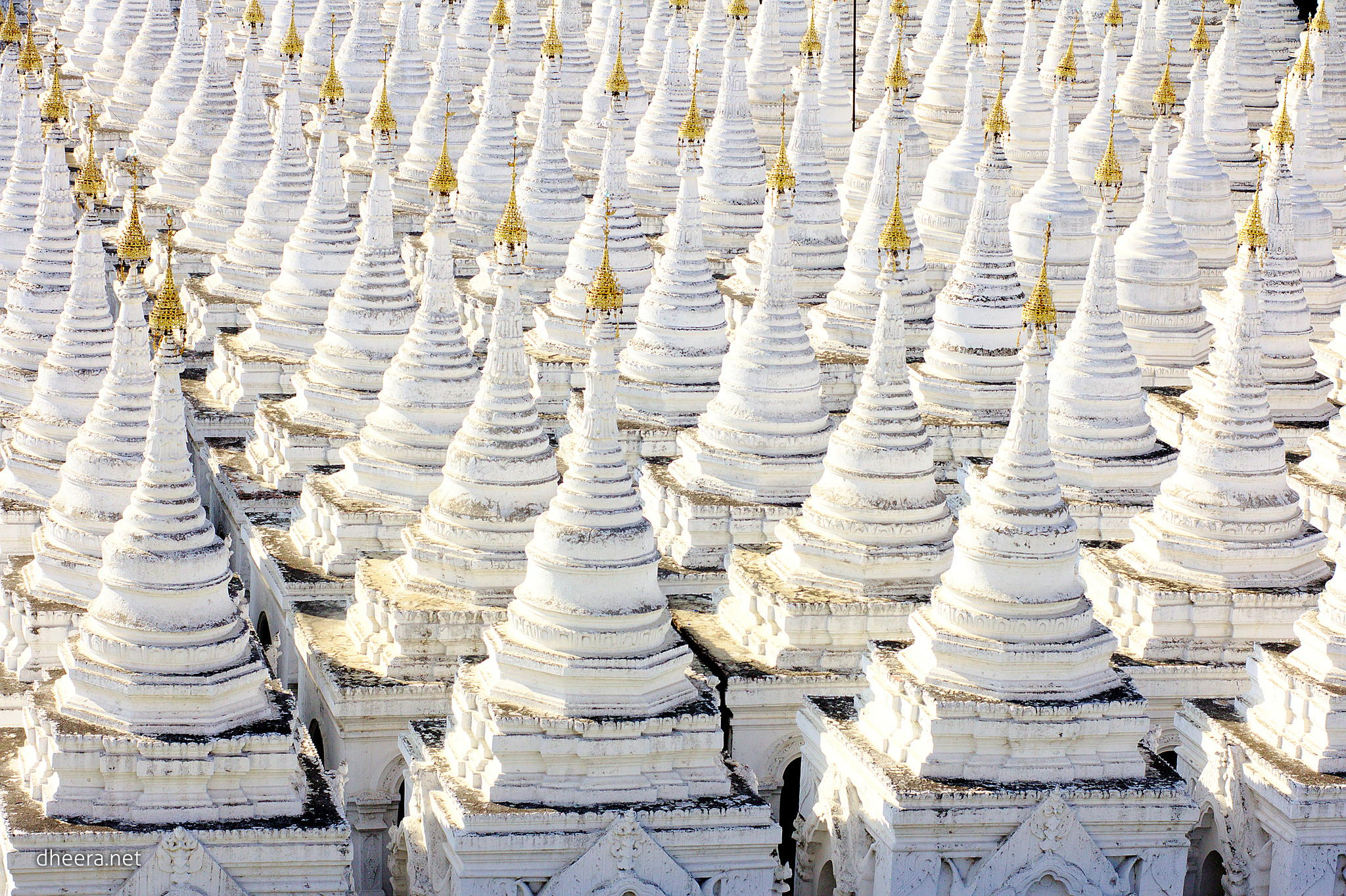
Высеченная на мраморе Типитака в Кутодо Пайя

Тексты, входящие в «Палийский канон», несколько веков передавались устно. Их систематизация периодически проводилась на буддийских соборах. Первый буддийский собор (VI век до н. э.) состоялся вскоре после паринирваны Будды Гаутамы. Собрались все его ученики и двое из них — Ананда и Упали — на память воспроизвели всё, чему учил Будда: нормы и правила монашеского общежития, «дисциплинарный устав» сангхи (виная), проповеди и поучения Будды. Так возникли два раздела Типитаки — «Виная» и «Сутта». Учение разделили на отдельные, но перекрывающиеся части, и для сохранения каждой части был назначен свой монах. Многие основные аспекты Учения Будды были включены также в рассказы и песни.
Второй буддийский собор был собран приблизительно через сто лет (в 383 до н. э.). На нём и появилась «Абхидхамма-питака» как следствие идейного раскола монашеской общины.
В письменном виде на пальмовых листьях Канон появился лишь на Четвёртом буддийском соборе в Шри-Ланке около 80 г. до н. э., то есть более, чем через четыреста лет после смерти Будды. Но адекватность буддийской традиции, описанной в «Палийском каноне» и существовавшей до него, является предметом оживлённых дискуссий в буддологии.
В 1871 году в городе Мандалай (Мьянма), после Пятого буддийского собора, унифицированный текст Типитаки был вырезан на 729 мраморных плитах высотой почти по два метра. Каждую плиту поместили в миниатюрную Питака-пагоду. Эта «крупнейшая книга в мире», вырезанная в камне постранично, стоит и по сей день при пагоде Кутодо в Мандалае под Мандалайским холмом.

## Современные версии и переводы «Палийского канона»

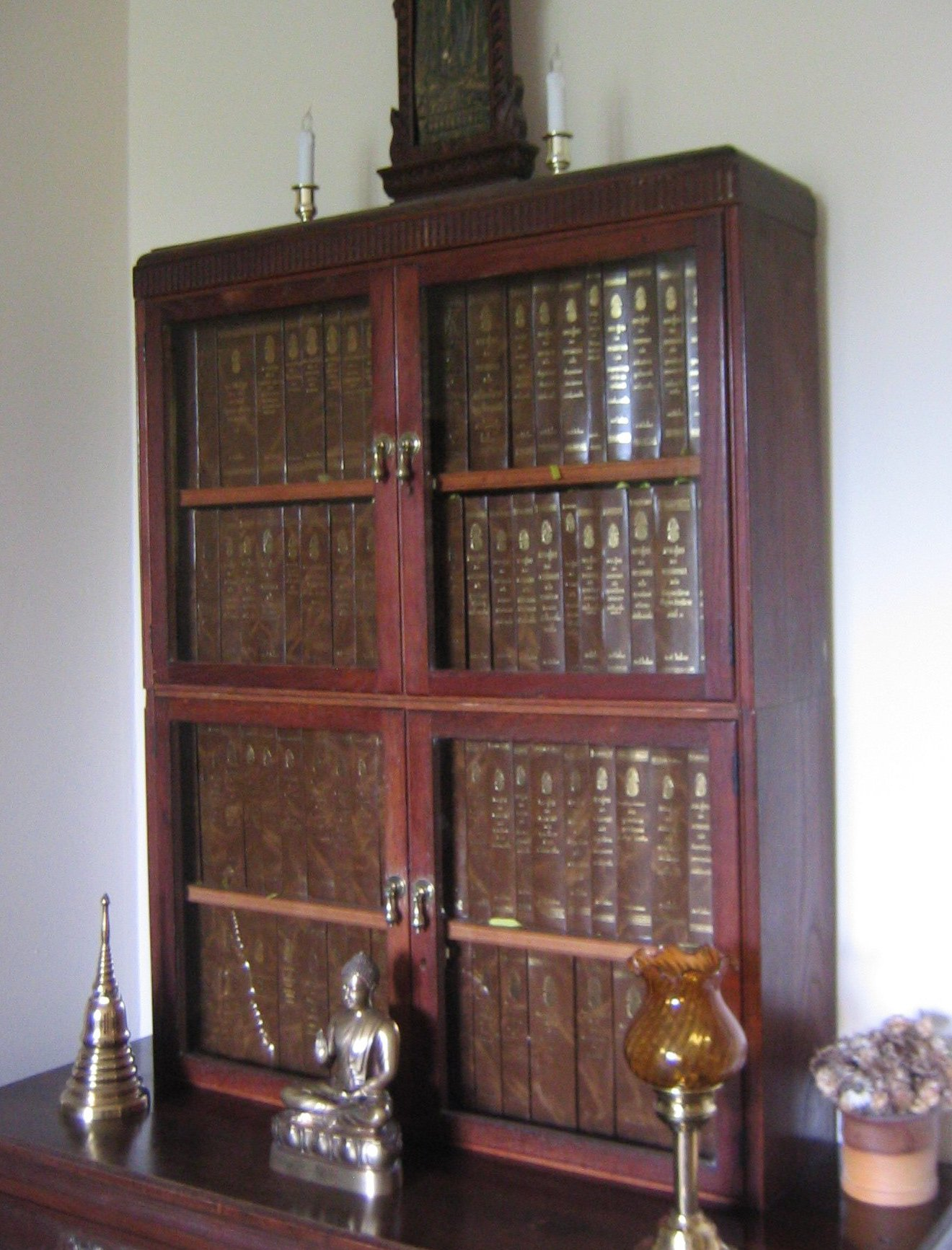
Стандартное издание тайского палийского канона

Формирование Канона происходило на протяжении длительного исторического времени, состав книг и разделов в нём менялся и расширялся не только от Собора к Собору, но и в каждой стране. В настоящее время выделяются несколько версий Канона (бирманскую, сингальскую, тайскую и другие), являющихся между собой «почти идентичными».
Отдельные части «Палийского канона» переведены на многие языки мира, но более всех — на английский Обществом палийских текстов. Но даже на английский Канон полностью ещё не переведён.
Современный текст «Палийского канона», изданный в серии Pali Text Society, был сформирован только в V веке, когда ряд экзегетов на острове Ланка утвердили структуру и текст канона. Буддагхоса при создании этой версии «Палийского канона» принимал во внимание около 25 источников, комментировавших Типитаку, формируя «стандартную тхеравадинскую ориентацию для интерпретации учений Будды».
В 1900 году, высеченные после Пятого буддийского собора в камне тексты были изданы на бумаге, составив в объёме 38 томов в 400 страниц каждый. Издание было подготовлено бирманцем армянского происхождения Филипом Рипли (Philip H. Ripley) в издательстве Hanthawaddy Press.
В 1988 году университетом Махидол (Бангкок, Таиланд) была выпущена первая цифровая версия Палийского канона. В настоящее время на CD-дисках выпущено 50.189 страниц, включающих 45 томов самого Канона и 70 томов других священных текстов.
Русские переводы текстов из Палийского канона появлялись ещё в XIX веке — так, Сутта-нипата (один из важнейших и наиболее «аутентичных» текстов Палийского канона) была опубликована в 1899 году в переводе Н. И. Герасимова (этот перевод был сделан с английского перевода Фаусбёлля). В 1960 году в переводе Вл. Топорова при активном участии востоковеда Ю. Рериха (он был редактором перевода и способствовал его выходу в свет) была опубликована Дхаммапада, входящая в Кхуддака-никаю — один из разделов Сутта-питаки. Дхаммапада является настольной книгой шри-ланкийских, бирманских, тайских буддистов и представляет собой собрание афоризмов Будды Шакьямуни.

## Критика
«Палийский канон» был зафиксирован в письменном виде лишь через более чем триста лет после нирваны Будды. Поэтому, по мнению Е. А. Торчинова, слепо приравнивать изложенное в нём к учению раннего буддизма, а уж тем более считать учением самого Будды, «было бы легковерно и совершенно ненаучно».
Аналогичное мнение о сомнительной надёжности слишком поздней письменной фиксации «Палийского канона» было высказано А. Берзиным.
Наиболее однородными текстами «Палийского канона» признаются только первые четыре никаи из «Сутта-питаки». Пятая часть, «Собрание коротких поучений», считается, оформилась из различных фрагментов позднее.
Распространённое мнение о том, что «Палийский канон» соответствует подлинному учению Будды, было признано ошибочным путём научного анализа, установившего присутствие «длительной редакторской обработки». «Палийский Канон», судя по всему, не является учением исторического Будды. «Палийский канон» не является первоисточником учения Будды, так как протограф буддийского канона был утрачен.
Восемь эзотерических книг, из первоначального «Палийского канона», были утрачены: Ванна Питака, Ангулимала Питака, Ведалла Питака, Гулха Виная, Гулха Вессантара, Гулха Махосадха, Раттхапала Гадджита, Алавака Гадджита.
Первая исторически достоверная запись «Палийского канона» датируется лишь пятым веком нашей эры. «Палийский Канон» был тщательно отредактирован примерно через 1000 лет после смерти Будды, в V или VI веке нашей эры. Кроме того, ранее «Палийский Канон» был отредактирован ближе к концу I века до нашей эры. Поэтому «Палийский Канон» представляет собой дважды отредактированный, модифицированный текст, и не может соответствовать «Раннему Буддизму» на материке.
«Палийский Канон» во многом основан на работах Буддхагхоши и его коллег в V веке нашей эры. Только в V—VI веках нашей эры есть какие-либо надежные свидетельства о содержании «Палийского Канона». Ученые в целом согласны с тем, что и самые ранние части «Палийского Канона» включают более поздние дополнения. Полные рукописи всех четырех никай «Палийского Канона» датируются только XVII веком и позже.
В «Эдиктах Ашоки» обнаружено немного текстов из «Палийского Канона», но все они представляют собой второстепенные короткие тексты и не имеют ничего общего с важнейшими догматическими суттами Никай «Палийского Канона».